# Zamach stanu na Litwie (1919)
Zamach stanu na Litwie w roku 1919 – planowany przez Polską Organizację Wojskową (POW) nieudany zamach mający na celu obalenie litewskiego rządu Mykolasa Sleževičiusa i utworzenie w jego miejsce przychylnego Warszawie gabinetu, który byłby skłonny do zawarcia unii z Polską. Strona polska planowała przeprowadzić zamach stanu w sierpniu 1919 r. w taki sposób, aby wyglądał on jak spontaniczny wybuch niezadowolenia samych Litwinów, którzy chcą uwolnić swój rząd spod wpływów niemieckich. POW liczyła przy tym na faktyczne poparcie lokalnych, sympatyzujących z Polakami litewskich aktywistów. Próba zamachu została jednak udaremniona ze względu na brak chęci wsparcia sprawy polskiej przez wystarczającą liczbę Litwinów.
Po sukcesie powstania sejneńskiego, litewski wywiad nasilił działania zmierzające do inwigilacji środowiska polskiego na Litwie oraz sympatyzujących z Polakami Litwinów, co przyczyniło się do wykrycia spisku. Litwini, którzy nie posiadali listy członków Polskiej Organizacji Wojskowej, zadecydowali o aresztowaniu znacznej liczby lokalnych polskich aktywistów, czym zdestabilizowali struktury POW na Litwie na tyle, aby zapobiec planowanemu zamachowi. Niedługo potem władze litewskie weszły w posiadanie pełnej listy członków POW, co przyczyniło się do rozbicia lokalnej gałęzi tej organizacji. Nieudana próba zamachu wpłynęła na znaczne pogorszenie się stosunków polsko-litewskich w okresie międzywojennym.

## Tło historyczne

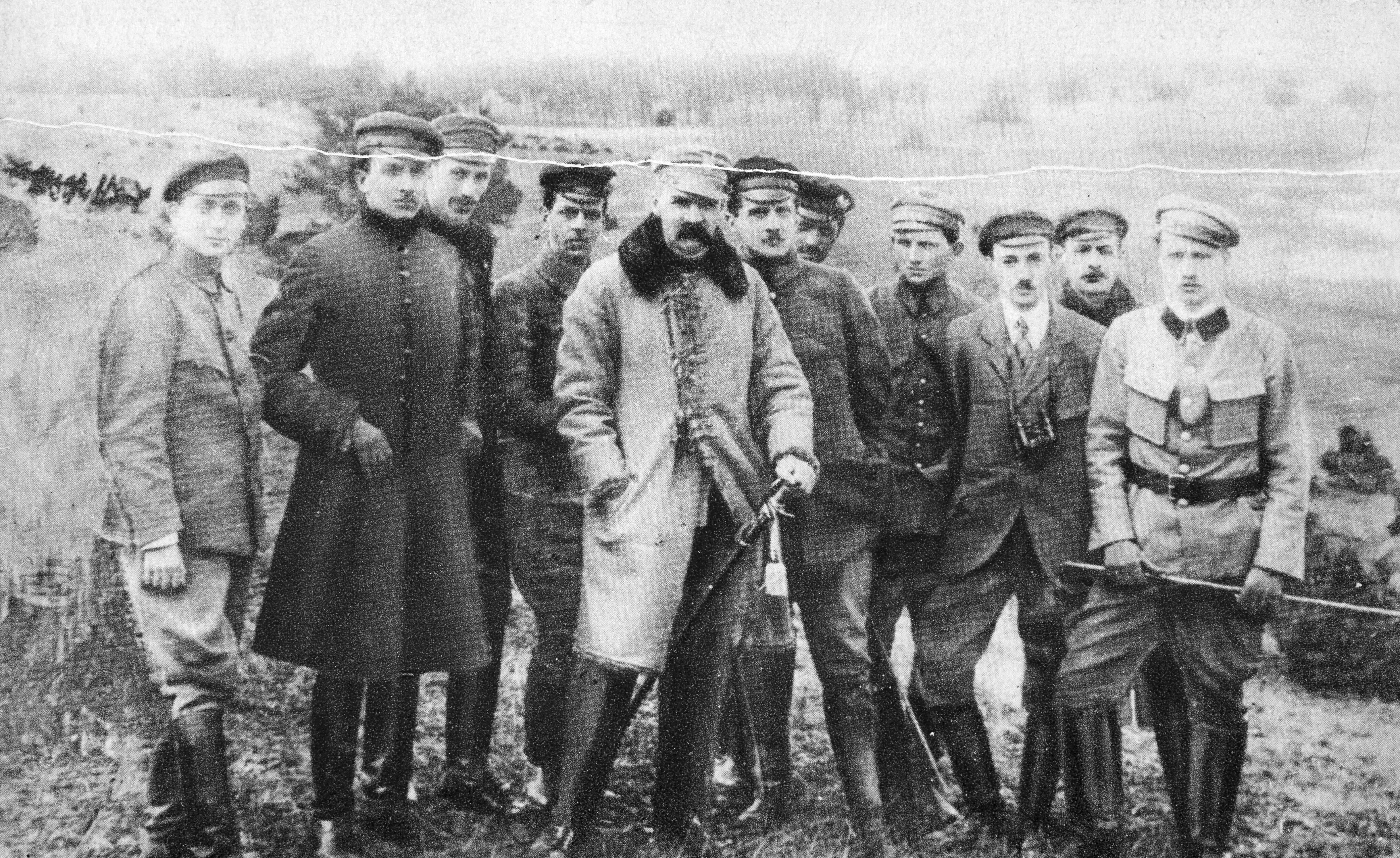
Józef Piłsudski z oficerami Polskiej Organizacji Wojskowej w 1917 r.

Od czasu zawarcia unii lubelskiej w 1569 r. aż do III rozbioru Polski, Polska i Litwa tworzyły jeden organizm państwowy zwany Rzecząpospolitą Obojga Narodów. Oba państwa odzyskały niepodległość dopiero po 123 latach zaborów w wyniku sprzyjającej sytuacji politycznej na świecie po zakończeniu I wojny światowej. Jednakże prawie natychmiast Polska i Litwa wdały się ze sobą w spór o przynależność terytorialną Suwalszczyzny i Wileńszczyzny. W czasie wojny polsko-bolszewickiej, w wyniku tzw. wyprawy wileńskiej przeciwko bolszewikom w kwietniu 1919 r., Polska zajęła Wilno. Litwini określali Wilno jako swoją historyczną stolicę oraz integralną część Litwy, podczas gdy dla Polaków, którzy stanowili większość jego mieszkańców, było miastem polskim. Pełniący wówczas funkcję Naczelnika Państwa Józef Piłsudski szukał możliwości zawarcia z Litwą unii w nadziei wskrzeszenia Rzeczypospolitej Obojga Narodów (tzw. koncepcja Międzymorza). Litwini uważali jednak, że w ramach proponowanej przez Polaków federacji utracą swoją suwerenność wobec czego opowiedzieli się za utworzeniem własnego państwa. Choć stosunki polsko-litewskie nie stały się napięte od razu, to niechęć każdej ze stron do ustępstw doprowadziła do powolnego wzrostu wzajemnej wrogości.
Wzrost napięcia w stosunkach bilateralnych z Polską skłonił Litwę do poproszenia o interwencję Najwyższej Rady Wojennej Ententy, która przedstawiła dwie propozycje linii demarkacyjnych, wyznaczonych w czerwcu i lipcu 1919 r. (druga z linii znana była jako linia Focha), aby zapobiec przerodzeniu się sporu w otwarty konflikt zbrojny. Polska zignorowała jednak obie propozycje, a jej wojska wkroczyły głębiej na terytoria kontrolowane przez stronę litewską. W obliczu nacisków ze strony państw Ententy, Józef Piłsudski chciał uniknąć otwartego konfliktu polsko-litewskiego, który mógł doprowadzić do rozlewu krwi i jeszcze gorszych relacji między obu państwami. Uznając, że na Litwie żyje wystarczająca liczba ludności sympatyzującej z Polską, władze w Warszawie podjęły decyzję o zaplanowaniu i przeprowadzeniu zamachu stanu, którego celem było obalenie wrogiego Polsce rządu litewskiego.

## Przygotowania

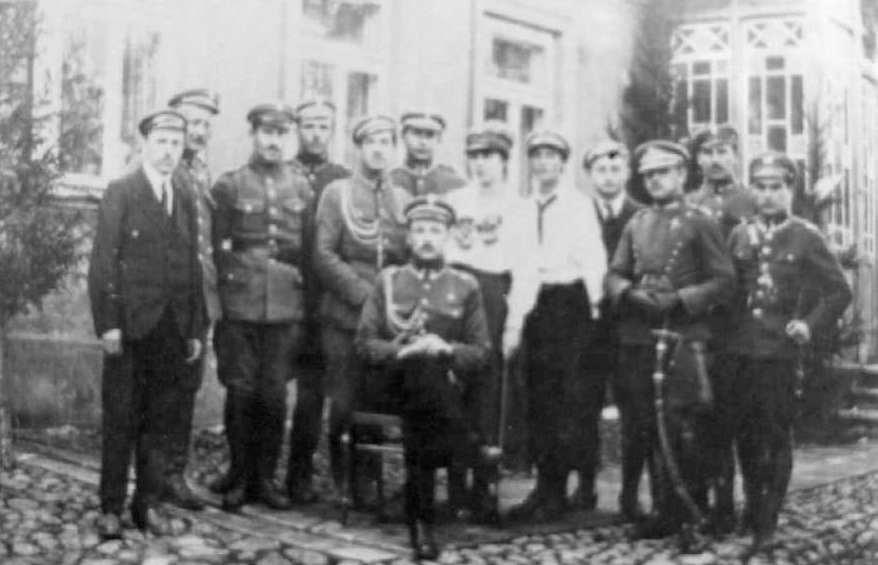
Ppor. Adam Rudnicki, przywódca powstania sejneńskiego, wraz z kolegami – sierpień 1919 r.

Pierwsze plany dotyczące przeprowadzenia zamachu pojawiły się w połowie lipca 1919 r. W tym czasie Polska zawarła układ o zawieszeniu broni w wojnie polsko-ukraińskiej, od północy na terytorium Litwy wkroczyła rosyjska Zachodnia Armia Ochotnicza pod dowództwem płk. Pawła Bermondta-Awałowa, a szeregi armii litewskiej opuścili służący w niej dotychczas sascy ochotnicy. Piłsudski zakładał wykorzystanie struktur Polskiej Organizacji Wojskowej, która została przez niego utworzona podczas I wojny światowej na potrzeby prowadzenia działań dywersyjnych i szpiegowskich. 31 lipca 1919 r. Piłsudski, wraz z Leonem Wasilewskim, przybył do kontrolowanego przez Polaków Wilna, choć cel tej wizyty był wówczas niejasny. Piłsudski twierdził później, że celem jego przyjazdu była chęć przeprowadzenia rozmów ze stroną litewską, której przewodził Augustinas Voldemaras. Jednak litewski historyk Vytautas Lesčius sugeruje, że prawdziwym powodem jego wizyty były rozmowy prowadzone z propolskimi właścicielami ziemskimi z rejonu wileńskiego. 3 sierpnia 1919 r., Leon Wasilewski przyjechał do Kowna, ówczesnej tymczasowej stolicy Litwy, aby podjąć negocjacje z premierem Mykolasem Sleževičiusem. Polska delegacja zadeklarowała, iż Warszawa nie ma planów aneksji Litwy i zaproponowała przeprowadzenie plebiscytu na terenach spornych, aby to lokalni mieszkańcy zadecydowali o swojej przyszłości. Strona litewska odrzuciła tę propozycję oświadczając, że tereny sporne stanowią integralną część Litwy. Negocjacje zostały zerwane, a Wasilewski opuścił Kowno 7 sierpnia. W takiej sytuacji rozmowy zostały wykorzystane do dokonania oceny opłacalności zamachu, gotowości struktur POW do jego przeprowadzenia oraz stosunku dyplomacji litewskiej do ewentualnej unii z Polską.
Po niepowodzeniu misji Wasilewskiego, prasa w Polsce wzmogła antylitewską propagandę. Polskie gazety głosiły, że litewska Taryba jest kukiełką w rękach Berlina, ignorującą wolę ludu, który chce unii z Polską, która to unia pozwoliłaby wyrwać się Litwie spod niemieckich wpływów. Media w Polsce informowały także o narastającej wśród Litwinów niechęci do własnego rządu. Tego typu informacje były zgodne z planami strony polskiej, która chciała przedstawić zamach jako inicjatywę lokalnych mieszkańców, pragnących wyswobodzić Litwę spod niemieckiej dominacji. Jednakże podczas gdy spiskowcy liczyli na interwencję polskiej armii, władze w Warszawie utrzymywały, że nie mają nic wspólnego z zamachem.
POW udało się wciągnąć do współpracy litewskich aktywistów m.in. Stanisława Narutowicza, Juozasa Gabrysa, Jurgisa Aukštuolaitisa i Klemensasa Vaitiekūnasa. W dniach 20-22 sierpnia 1919 r. Wasilewski, wraz z Tadeuszem Kasprzyckim, Narutowiczem i Aukštuolaitisem zajęli się planowaniem szczegółów zamachu. Zgodnie z planem zamach miał zostać przeprowadzony w nocy z 28 na 29 sierpnia, podczas której spiskowcy mieli przejąć kontrolę nad Kownem i utrzymać je do czasu przybycia regularnych wojsk polskich, które miały zostać wezwane do ochrony miasta. Taryba oraz rząd Litwy miały zostać obalone i zastąpione przez gabinet nastawiony pro-polsko. Dyktatorem nowego rządu litewskiego miał zostać gen. Silvestras Žukauskas, jego zastępcą miano ustanowić Aukštuolaitisa, a szefem władz cywilnych Narutowicza. Gen. Žukauskas, głównodowodzący litewską armią, nie był współautorem zamachu, jednak znany był ze swoich pro-polskich sympatii i strona polska zakładała, że wesprze przewrót swoim autorytetem. Stanowiska w nowym rządzie planowano powierzyć również m.in. Mykolasowi Biržišce, Jonasowi Vileišisowi, Steponasowi Kairysowi oraz Juozasowi Tūbelisowi, którzy również nie byli świadomi spisku. Aukštuolaitisowi przekazano 800 tys. niemieckich marek na sfinansowanie przewrotu, jak również obiecano kolejnych 300 tys. w przyszłości.

## Wykrycie spisku

Mapa linii demarkacyjnych pomiędzy Polską i Litwą na dzień 18 czerwca (kolor jasnozielony) oraz 26 lipca (kolor ciemnozielony) 1919 r. Polska zignorowała obie linie i kontynuowała swój pochód, aż do zajęcia pozycji oznaczonych linią jasnopomarańczową.

Ostatecznie do zamachu nie doszło z powodu słabej komunikacji i zbytniego entuzjazmu niektórych działaczy POW. Piłsudskiemu nie udało się odwieść części członków organizacji od wywołania powstania sejneńskiego na Suwalszczyźnie w sierpniu 1919 r. Tamtejsza komórka POW zlekceważyła jego ostrzeżenia i rozpoczęła powstanie, które choć lokalnie odniosło sukces, zaprzepaściło szansę na przeprowadzenie przewrotu na skalę całego państwa. Aktywiści POW na Litwie uznali, że powstanie sejneńskie nadszarpnęło ich reputację w związku z czym wielu zwolenników organizacji odmówiło udziału w przygotowywanym spisku.
Przeprowadzenie zamachu zostało opóźnione do 1 września 1919 r. Jednakże część komórek POW rozpoczęła swoje działania (m.in. przecinanie linii telegraficznych, uszkadzanie torów kolejowych) zgodnie z pierwotnym planem, tj. w nocy z 27 na 28 sierpnia. Litewski wywiad przechwycił i rozszyfrował rozkaz opóźnienia zamachu. Strona litewska już wcześniej wiedziała, że Polacy spiskują przeciwko władzom w Kownie, jednak nie wiedziała kto i kiedy planuje ewentualny zamach. Rząd Litwy został poinformowany o przecięciu linii telegraficznych i przechwyceniu rozkazu o opóźnieniu zamachu w dniu 28 sierpnia, jednak nie zdecydował się podjąć przeciwko Polakom żadnych akcji, uznając, że zagrożenie nie jest realne.
Jednak grupa 18 oficerów litewskiej armii, za cichym przyzwoleniem Sleževičiusa, postanowiła podjąć działania przeciwko spiskowcom. Obawiając się, że członkom POW udało się przeniknąć w struktury litewskich sił zbrojnych, zdecydowali oni w tajemnicy o przeprowadzeniu w nocy z 28 na 29 sierpnia masowych aresztowań Polaków. Nie wiedząc dokładnie kto stał za planami przewrotu, Litwini aresztowali większość prominentnych aktywistów polskich w Kownie. Kilkadziesiąt osób aresztowano pierwszej nocy, w tym m.in. Aukštuolaitisa oraz 23 polskich oficerów służących w armii litewskiej. W ciągu kolejnej nocy liczba aresztowanych Polaków wzrosła do dwustu. W samym Kownie ogłoszono stan oblężenia. Prasa polska donosiła o masowych aresztowaniach Polaków, którym nie przedstawiono żadnych innych zarzutów niż bycie Polakami, podsumowując, że jest to przykład antypolskich działań sterowanego przez Niemców rządu Litwy.
Ze względu na fakt, że Litwini nie posiadali listy członków POW, zatrzymań uniknęli główni przywódcy organizacji. Aresztowania nie dotknęły także regionalnych oddziałów POW. Dlatego też, 17 września 1919 r., wydano nowe rozkazy, zgodnie z którymi na koniec września zaplanowano przeprowadzenie drugiego zamachu. Jednakże ten spisek również został wykryty. Pewnej Litwince udało się przekonać Petrasa Vrubliauskasa, zastępcę dowódcy POW w Wilnie, do przekazania archiwum dokumentów organizacji w ręce strony litewskiej. 21 września Litwini uzyskali dostęp do pełnej listy członków i zwolenników POW, którą wykorzystali do przeprowadzenia kolejnej fali aresztowań w następnych dniach.

## Następstwa i ocena

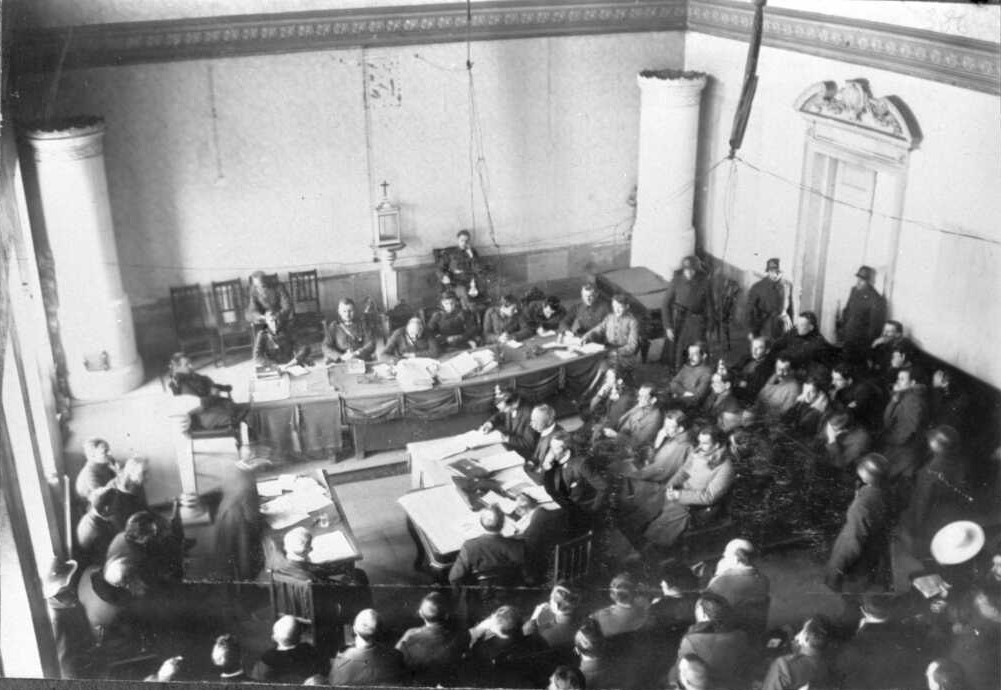
Proces członków Polskiej Organizacji Wojskowej w Kownie na Litwie w grudniu 1920 r.

Władze litewskie postawiły w stan oskarżenia, w czasie procesu wojskowego, który odbył się w dniach 11-24 grudnia 1919 r., 117 osób. Sześciu głównych członków POW otrzymało wyroki dożywocia, pozostali od 8 miesięcy do 15 lat więzienia. Co najmniej piętnaście osób zostało uniewinnionych. Do roku 1928 w litewskich więzieniach nie pozostał żaden członek POW: część wymieniono na Litwinów więzionych w Polsce, a części udzielono wcześniejszych zwolnień. Gen. Žukauskas został odsunięty od piastowanego stanowiska dowódcy litewskich sił zbrojnych i do końca swojej kariery zmuszony był walczyć z opinią sympatyka sprawy polskiej. Rząd polski początkowo zaprzeczał, aby doszło do jakiejkolwiek próby zamachu stanu. Później przyznał, że lokalni aktywiści propolscy planowali przeprowadzenie powstania, zaprzeczał aby władze Polski miały z tym coś wspólnego. Spisek jeszcze bardziej pogorszył i tak już napięte stosunki polsko-litewskie, wzmagając nieprzejednane, wrogie stanowisko Litwinów wobec władz w Warszawie oraz ich obawy związane z ewentualną próbą aneksji ich kraju przez Polskę.
Planowany zamach stał się tematem krytyki wielu historyków jako niemożliwy do zrealizowania z następujących powodów. Plan Piłsudskiego opierał się na fałszywych założeniach i niedokładnych informacjach wywiadowczych, które sugerowały, że rząd  Sleževičiusa miał niskie poparcie, a także, że naród litewski jest przyjaźnie nastawiony do Polski, co było niezgodne z prawdą. Żaden z istotnych polityków litewskich, niezwiązanych w żaden sposób z Polską, nie okazał poparcia dla planu zamachu. Sam plan zakładał poparcie gen. Žukauskasa, choć on sam nigdy oficjalnie tego poparcia nie udzielił. Z kolei Narutowicz, który miał stanąć na czele nowego rządu, był Polakiem. Ponadto struktury POW na Litwie były na tyle słabe, że ewentualny opór ze strony Litwinów, musiałby się wiązać z interwencją wojsk polskich, a co za tym idzie z niekontrolowanym rozlewem krwi, co podkopywałoby prawdziwość idei dobrowolnego zjednoczenia się Litwy z Polską. Jedyną grupą, która wspierała pomysł przeprowadzenie zamachu stanu była polska mniejszość etniczna na Litwie, coraz bardziej izolowana przez politykę rządu w Kownie. Jednakże, według spisu ludności na Litwie przeprowadzonego w 1923 r., mniejszość polska w tym kraju stanowiła, poza obszarem Wileńszczyzny jedynie około 3,2%  całości populacji. Na polu organizacyjnym sukces spisku został zaprzepaszczony przez złą komunikację oraz zbytnią pewność siebie niektórych działaczy POW.